# Anne Abbott
Pour les articles homonymes, voir Abbott.
Anne Wales Abbott ou Abbot (née le 10 avril 1808, décédée le 1er juin 1908) est une conceptrice américaine de jeux et auteure.

## Carrière
Anne Abbott est née le 10 avril 1808, fille du révérend Abiel Abbott, un pasteur de Beverly, Massachusetts, et d'Eunice Abbott,.
Elle conçoit le jeu de cartes extrêmement populaire Dr. Busby, publié par W. & SB Ives de Salem, Massachusetts, en 1843. Il s'est vendu à 15 000 exemplaires au cours de ses dix-huit premiers mois. Ce jeu est considéré comme l'une des premières versions du célèbre jeu de 7 familles. Avec cet éditeur, elle publie également son 3ᵉ jeu Master Rodbury.
Son deuxième jeu The Game of the Races se vend à Salem, Massachusetts par l'intermédiaire de l'éditeur JP Jewett à partir du 13 janvier 1844.
Elle publie également des livres. Son premier livre, intitulé Willie Rogers, sort en novembre 1844,, rapidement suivi de son deuxième livre, Docteur Busby et ses voisins (Doctor Busby and his neighbors dans sa version originale) en décembre 1844.
Abbott meurt le 1er juin 1908 à Cambridge, Massachusetts.

## Mauvaise attribution de création de jeu
On lui attribue à tort jusqu'en 1991, la création du jeu de société The Mansion of Happiness, publié par W. & SB Ives en novembre 1843 ou 1832. Mais The Mansion of Happiness est initialement publié en Angleterre en 1800  et écrit par George WM Fox. De même, avant 1992, Abbott était reconnue pour avoir créé le jeu de cartes Auteurs (Authors dans sa version originale), publié en 1861 par A. Augustus Smith de GM Whipple et AA Smith. En fait, le jeu Auteurs est inventé par « une coterie de jeunes filles brillantes » de Salem et présenté par un gentleman à l'éditeur pour publication. En 1861, Anne Abbott aurait eu la cinquantaine, ce qui ne correspond pas à la description des conceptrices d'Auteurs,.